# Redimi2
Willy González Cruz (Santo Domingo; 3 de junio de 1979), conocido como Redimi2, es un rapero dominicano de música cristiana. Es considerado uno de los principales exponentes de rap cristiano en español.
A mediados de 1999, comenzó en la música junto con un grupo de otros jóvenes, entre ellos, su hermano J.G. (Domínico González) y su amigo Chiky, deciden crear el grupo Redimi2 Squad, que después sería solo GC Willy, llamándose luego Redimi2. Es el primer rapero en lanzar un disco de rap cristiano en su país. Ha colaborado con cantantes cristianos como Danny Berrios, Álex Campos, Christine D'Clario, Jesús Adrián Romero, Marcos Brunet, Tercer Cielo, Barak y Rescate, y con los raperos Vico C, Funky, Manny Montes, Alex Zurdo, entre otros.
Ha estado nominado en la categoría Música Religiosa Contemporánea en los Premios Casandra (ahora, Premios Soberano), premios Heat como Mejor Canción Religiosa, Premios Dove como álbum en español y canción en español, y ha ganado en dos ocasiones la categoría Mejor álbum urbano en Premios Arpa. Recientemente, luego de más de dos décadas de trayectoria, recibió su primera nominación en premios Grammy Latinos con su álbum Maverick.
Willy entró por primera vez en las listas de Billboard en Estados Unidos por su participación en la canción de Evan Craft «Be Alright», junto a Danny Gokey, debutando en la posición número 2 en la lista Hot Christian Songs de Billboard.

## Carrera musical

### 2000-2005: Primeros álbumes
Lanzó Combinación mortal en 2000, un disco que contiene 10 temas, uno de ellos «Combinación mortal». En la canción «Más que vencedor», hay una colaboración de Juan Carlos Rodríguez, líder vocalista de Tercer Cielo, interpretando el coro de la canción. También contiene la participación de Lilly Goodman.
En 2004 lanzó Hasta los dientes, en el cual hay colaboraciones del grupo de rap dominicano cristiano 3C. También contiene el tema «5 Micrófonos» en colaboración con Ariel Kelly y 3C, y «No mas muerte» con las voces de Mr. Pray en el coro. Además de las canciones «Qué me viste» y «Déjame nacer».

### 2006 - 2008: Revolución en Vivo
En 2006, participó en el álbum colaborativo producido por Don Omar y All Star Records llamado Linaje Escogido, asimismo colaboró con Manny Montes en la canción «Declaro» para el álbum Los Bandoleros Reloaded, también de Don Omar. En ese mismo año, publicó su tercera producción Revolución. Este disco tiene colaboraciones de Manny Montes, su hermano J.G., Isabelle Valdez, Claudia Sierra, Raphy Colón, Romy Ram y J. Cantoral. De este disco se desprende la canción «Yo no canto basura», en la que le habla a los reggaetoneros no cristianos por «corromper a la juventud».
Meses más tarde, reunió a otros cantantes cristianos para crear una producción llamada El equipo invencible (2007), en la cual participan diversos artistas. Asimismo, siguió cosechando invitaciones a proyectos como Los Bravos de DJ Blaster, A fuego con la Palabra de Dr. P, Contra Viento y Marea de Triple Seven, Los Violentos de Manny Montes & Sandy NLB, God's Family de DJ Pablo, Sigo siendo Maso de Maso, Guerreros del Reino de Travy Joe (donde su canción «La Oración» fue elegida como canción urbana del año) y en la «Combinación Perfecta», la única canción que ha logrado reunir a los exponentes más relevantes de la música urbana cristiana como Funky, Manny Montes, Alex Zurdo, Maso, Triple Seven, Quest y Dr. P en un solo tema.
En diciembre de ese año, hace un concierto en su país, del cual sacaría su primera producción en vivo, titulada, Vivo: El concierto, en cual consiste en sus mejores éxitos incluyendo 6 temas inéditos y del cual se desprendió su primer DVD. Participó en eventos importantes como Reggaeton Nights, el primer evento de música urbana cristiana que logró llenar el Coliseo de Puerto Rico que reunió a Melvin Ayala, Gerardo, Tercer Cielo, y otros.

### 2009-2014:Phenomenon Edition y Exterminador
El 29 de septiembre de 2009, lanzó al mercado Phenomenon Edition, en la cual participan: Maso, Juan Carlos Rodríguez de Tercer Cielo, Iván y Ab y su esposa Daliza, con quien interpreta «Volví a enamorarme», canción inspirada en su hija Samantha Kate. Al año siguiente, sacó su primer mixtape llamado Rap Redimi2: Las cosas que nunca dije. En 2011, mediante un vídeo en YouTube, da la información de que su sexto disco de estudio Exterminador estaría dividido en 3 producciones. En julio lanzó la primera producción llamada Exterminador Operación PR, dedicada a Puerto Rico, en la cual participaron: Annette Moreno, Lucía Parker y Danny Berrios, entre otros.
En mayo de 2012, publicó simultáneamente dos discos: Exterminador OPR 100x35, una edición especial del disco Exterminador Operación PR que incluye 8 temas inéditos; y Exterminador Operación RD, un disco dedicado a República Dominicana. Al año siguiente, lanzó junto con el cantante Funky el álbum #Más, el cual fue ganador de un Premio Arpa en 2014 como Mejor Álbum Urbano y nominado en dos categorías adicionales. Ese mismo año, tiene una corta aparición en la película Reggaeton The Movie.
En 2014, lanzó el disco Operación Mundial. De este disco se desprende «El Nombre de Jesús» junto a Christine D'Clario.

### 2017 - 2018:Pura salyTrapstornadores
En abril de 2017, lanza el disco Pura sal con colaboraciones de los raperos Funky y Alex Zurdo, cantantes como su esposa Daliza Contreras, Christine D'Clario, Julio Melgar, Marcos Brunet, Evan Craft, Miel San Marcos, entre otros.
En 2018, lanza el disco Trapstornadores, para su promoción se lanzó el sencillo «Trapstorno» el cual generó una ola de vídeo reacciones por su mención a Bad Bunny y una crítica a la música Trap por su contenido obsceno y explícito. El disco se caracteriza por las participaciones de artistas cristianos del género urbano como Natán el Profeta, El Philippe, Sr. Pérez, Rubinsky RBK y Lizzy Parra, así como la participación de su esposa Daliza Cont y su hija Samantha.

### 2019:La Resistencia
En 2019, presentó «La praxis Freestyle», sencillo que se viralizó como un challenge donde varios artistas como Lizzy Parra, Aposento Alto, Rubinsky RBK, Apóstoles del Rap, Ivan 2Filoz, Dr. P, realizaron sus propias versiones. En esta canción, Redimi2 anunciaba un evento llamado La Resistencia, llevado a cabo en Puerto Rico, Argentina, Colombia y México. Para la edición de Puerto Rico, se llevó a cabo en el Coliseo José Miguel Agrelot, promocionado con un sencillo que reunía a los exponentes puertorriqueños nuevos de música urbana como Eliud L'Voices, Indiomar, Gabriel Rodríguez EMC, Practiko, Harold Velásquez y CSHALOM. El evento se llevó a casa llena, siendo uno de los conciertos más importantes del artista en su carrera. Prosiguió "La Resistencia MX", donde participaron Daniel Habif, Marto, Ray Alonso y Apóstoles del Rap.

### 2020-2021:20/20,UNOyMomentum
Lanzó como adelantó de su próximo álbum de estudio 20/20 los temas «Gravy», «Filipenses 1:6», «Alegría», «Locos como yo», en donde personificó a Almighty y Kanye West, y «Jesús». El tema junto a Almighty, «Filipenses 1:6», ganó un Premio Tu Música Urbana en la categoría Mejor Canción Cristiana.
En 2020, en medio de la pandemia de enfermedad por coronavirus, se le vio muy activo en las redes, donde en una transmisión en vivo en Instagram que se realizaba entre Residente y Nayib Bukele, el rapero comenzó a hacer preguntas polémicas. El dominicano, decidió expresar su opinión en sus redes en señal de rechazo a las preguntas realizadas por René Pérez. Cerró el año con el concierto virtual La Resistencia Mundial, y la canción «Empírico», que también fue replicado por varios artistas. Participó también con Danny Gokey y Evan Craft para la canción «Ama a Dios y a tu vecino».
En febrero de 2021 lanza UNO, un proyecto colaborativo con Alex Zurdo y Funky. Ese mismo año lanza los sencillos «Bacha Drill» junto a Madiel Lara y «Tú Conmigo Estás» junto a Abby Valdez como adelanto de su próximo álbum de estudio Momentum. En junio, se anunció que sería parte de una presentación en los Premios Soberano, junto a Marcos Yaroide y otros artistas. En ese año, Willy apareció en «Be Alright», traducción de su tema «Todo va a estar bien» junto a Evan Craft y Danny Gokey, alcanzando el número 2 en la lista Hot Christian Songs de Billboard por primera vez en su trayectoria.

### 2022-presente:Rompiendo,MaverickyBase y Fundamento
En junio de 2022, lanzó el álbum Rompiendo donde colaboró con artistas cristianos poco conocidos, entre ellos, Wolandia, Temperamento, H-Sufia, Randy SB, Pauneto, Borrero, Vianca the Grace, Hennessy y Tomi Perfetti, entre otros. También en este álbum colaboró con artistas reconocidos como Gabriel Rodríguez EMC, Mr. Yeison, Ander Bock, Niko Eme y Madiel Lara.
En julio de 2023, lanzó el álbum Rap Redimi2 (Vol. 2): Maverick, con 15 canciones en dónde colaboró con los artistas cristianos Apóstoles del Rap, Marto, y Daliza Cont. Nuevamente, sus vídeos oficiales fueron tendencia en distintos países de Latinoamérica, entre estos trabajos audiovisuales están «El Sanfuanzon», «Grasa», «Barras sin barreras», «Harto» y «Raperímetro». Ese mismo año, colaboró junto a Wisin y Gocho para la canción «Conéctate conmigo».
En 2024, anunció un proyecto discográfico titulado Base y fundamento, similar a Pura Sal con respecto al concepto musical y colaboraciones, teniendo más artistas de música cristiana contemporánea que cantantes urbanos, entre los que descatan Evan Craft, Miel San Marcos, Averly Morillo, Sarai Rivera, y su grupo worship Distrito Royal, del cual se desprendió el sencillo «Del Salmo 23». Este año, colaboró junto a Wisin y Gallego en «Calle Sin Salida», y con Nacho y Alex Zurdo en el sencillo «Alabaré».

## Redimi2 Records Inc.
Desde el establecimiento del sello discográfico Redimi2 Records Inc, Redimi2 apoyó, registró y promocionó álbumes de artistas como: JG (Domínico González), Chiky, Ariel Kelly, 3C, Romy Ram, Elion Family y Daliza Cont. En 2024 firmó al grupo, Distrito Royal.

## Discografía
| Álbumes de estudio - 2000: Combinación mortal - 2004: Hasta los dientes - 2006: Revolución - 2009: Phenomenon Edition - 2011: Exterminador Operación P.R. - 2012: Exterminador Operación OPR 100X35 - 2012: Exterminador Operación R.D. - 2014: Exterminador Operación Mundial - 2017: Pura Sal - 2018: Trapstornadores - 2020: 20/20 - 2021: Momentum - 2022: Rompiendo - 2023: Rap Redimi2: Maverick (Vol.2) - 2024: Base y fundamento - 2025: Épico | Álbumes en vivo - 2008: Vivo: El concierto - 2025: UNO (Live) (con Funky & Alex Zurdo) Álbumes colaborativos - 2007: El equipo invencible - 2013: Más (con Funky) - 2021: UNO (con Alex Zurdo & Funky) - 2026: El equipo invencible 2 - TBA: UNO 2 (con Alex Zurdo, Funky & Manny Montes) Mixtapes - 2010: Rap Redimi2: Las cosas que nunca dije (Vol.1) Álbumes instrumentales - 2019: Vertical Vol.1 - 2022: UNO (Pistas Originales) (con Alex Zurdo & Funky) |

## Filmografía
| Año  | Título               | Personaje   | Nota          | Ref.   |
| ---- | -------------------- | ----------- | ------------- | ------ |
| 2009 | Santito: La Película | Delincuente | (antagonista) | [ 59 ] |
| 2013 | Reggaeton The Movie  | Pastor      |               | [ 60 ] |